# Poland China
Poland China – najstarsza amerykańska rasa świni domowej, wyhodowana w 1816 roku w regionie Miami Valley w stanie Ohio, w hrabstwach Warren i Butler. Jest krzyżówką wielu innych ras, m.in. Berkshire i Hampshire. Świnie rasy Poland China są zwykle czarne, czasem z białymi łatami. Słyną z ogromnych rozmiarów – tej rasy był Big Bill, który w 1933 roku osiągnął masę 1157 kg i jest uważany za najcięższą świnię świata.
Świnie poland china pierwotnie były nazywane od miejsca pochodzenia „Warren county hog” (dosł. świnia z hrabstwa Warren). W latach 60. XIX wieku rozpowszechniły się również nazwy „Poland” i „Big China”, które miały wskazywać na domniemane pochodzenie ras wyjściowych dla krzyżówki. Dochodzenie specjalnej komisji hodowlanej nie potwierdziło jednak tych pogłosek, choć ustalono, że jeden z hodowców, który używał nazwy „Poland”, zakupił świnię od farmera nazwiskiem Asher Asher, pochodzącego z Polski i mieszkającego w hrabstwie Butler. Mimo to, w listopadzie 1872 roku na Krajowym Zjeździe Hodowców Świń postanowiono używać nazwy „Poland China”, uznając, że jest ona zbyt rozpowszechniona i jej zmiana wiązałaby się ze zbyt wielkimi trudnościami.